# プルフェロ
プルフェロ（伊: Pulfero）は、イタリア共和国フリウリ＝ヴェネツィア・ジュリア州ウーディネ県にある、人口約800人の基礎自治体（コムーネ）。

## 地理

### 位置・広がり

#### 隣接コムーネ
隣接するコムーネは以下の通り。括弧内のSLOはスロベニア領を示す。
- コバリード (Caporetto) (SLO)
- ファエーディス
- サン・ピエトロ・アル・ナティゾーネ
- サヴォーニャ・ディ・チヴィダーレ
- トッレアーノ

### 気候分類・地震分類
プルフェロにおけるイタリアの気候分類 (it) および度日は、zona E, 2426 GGである。
また、イタリアの地震リスク階級 (it) では、zona 1 (sismicità alta) に分類される。

## 行政

### 分離集落
プルフェロには、以下の分離集落（フラツィオーネ）がある。
- Pulfero, Stupizza, Linder, Loch, Brischis, Perovizza, Rodda (Zeiaz, Brocchiana, Domenis, Bizonta, Cranzove, Pocovaz, Lacove, Clavora, Ossiach, Buttera, Tuomaz, Sturam, Uodgnach, Oriecuia, Scubina), Mersino (Iuretig, Marseu, Pozzera, Bardo, Clin, Zorza, Jerep, Medves, Oballa), Tarcetta, Cicigolis, Lasiz, Cras, Biacis, Spagnut, Antro, Pegliano (Sosgne, Dorbolò, Coceanzi, Stonder, Parmirzi, Flormi, Cedarmas), Coliessa, Ialig, Spignon, Puller, Specognis, Podvarschis, Erbezzo, Zapatocco, Goregnavas, Comugnaro, Calla, Montefosca, Paceida